# 差控
差控（さしひかえ）とは、江戸時代に武士や公家に科せられた制裁。勤仕より離れ、自家に引きこもって謹慎する。

## 概要
門を閉ざすが、潜門（くぐりもん）から目立たないように出入りはできた。比較的軽い刑罰ないし懲戒処分として、職務上の失策を咎めたり、あるいは親族・家臣の犯罪に縁坐・連坐せしめる場合などに用いた。自発的にも行われ、親族中一定範囲の者または家臣が処罰を受けると、その刑種によっては差控伺（うかがい）を上司に提出し、慎んで指示を待った。
蟄居＞閉門＞逼塞＞差控